# 菅富美枝
菅 富美枝（すが ふみえ、1971年 - ）は、日本の法学者。法学博士(大阪大学)。専門は消費者法。法政大学経済学部経済学科教授。

## 略歴
1994年 - 早稲田大学法学部卒業。2002年 - オックスフォード大学法学研究科博士前期修了。
2003年 - 神戸大学大学院法学研究科 市場化社会の法動態学センター COE研究員。2004年 - 大阪大学大学院法学研究科博士後期修了。
2007年 - 法政大学経済学部准教授。
2011年 - 独フンボルト大学法学部交換研究員。
2013年 - 法政大学経済学部教授。
2015年 - 英オックスフォード大学法学部客員研究員。2016年 - 独フンボルト大学法学部客員研究員。2023年 - 英オックスフォード大学法学部客員研究員。

## 社会的活動
埼玉県社会保険労務士会、フィンランド司法省、近畿弁護士会連合会、内閣府消費者委員会、日本弁護士連合会などが主催する討論会、シンポジウムの場において多数の講演を実施。
また、船橋市「指定管理者選定委員会」委員、日本経済団体連合会「21世紀政策研究所」研究委員、ポルト大学「法経済学研究所」外部助言委員などを歴任。
現在は、一般財団法人「民事法務協会」理事、東京都「消費者被害救済委員会」委員、日本産業標準調査会（JISC）「基本政策部会」委員などを務める。

## 著作等

### 単著
- 『法と支援型社会―他者指向的な自由主義へ』（武蔵野大学出版会、2006年）
- 『「社会生活における民法の意義と機能」 現代社会の論点 』（文化書房博文社、2007年）
- 『「高齢者介護・成年後見とエンパワーメント」法の理論26 』（成文堂、2007年）
- 『イギリス成年後見制度にみる自律支援の法理 : ベスト・インタレストを追求する社会へ』（ミネルヴァ書房、2010年）
- 『「イギリスの成年後見法にみる福祉社会の構想」大原社会問題研究所・原伸子編「福祉国家と家族」』（法政大学出版局、2012年）
- 『「ハンガリーとチェコ共和国における民法改正の動向」 菅富美枝・大原社会問題研究所編「成年後見制度の新たなグランド・デザイン」』（法政大学出版局、2013年）
- 『「フィンランドの成年後見制度――その現状と課題」菅富美枝・大原社会問題研究所編「成年後見制度の新たなグランド・デザイン」』
- 『新消費者法研究ー脆弱な消費者を包摂する法制度と執行体制』（成文堂、2018年）
- 『イギリス契約法の基本思想』（成文堂、2020年）

### 共著
- 『福祉国家と家族 』（法政大学出版局、2012年）
- 『「成年後見制度の理念的再検討」菅富美枝・大原社会問題研究所編「成年後見制度の新たなグランド・デザイン』「フィンランドの成年後見制度――その現状と課題」菅富美枝・大原社会問題研究所編『成年後見制度の新たなグランド・デザイン」』（法政大学出版局、2013年）
- 『現代家族法講座第四巻後見・扶養』（日本評論社、2020年）

### 編著
- 『成年後見制度の新たなグランド・デザイン 』（法政大学出版局、2013年）

### 論文
- 『個人の自由と法的救助義務―相互救助を支援する社会の構築』（阪大法学、49(2)、595-622、1999年）
- 『家族福祉と「制度的利他」の構想--イングランドにおける養子制度を手がかりにして』（阪大法学、53(1)、213-242、2003年）
- 『オーストラリアの成年後見制度』（実践成年後見、(20)、106-117、2007年）
- 『支援付き意思決定と成年後見制度』（成年後見法研究、(12)、177-189、2015年）
- 『刑事・行政・民事・自主規制の組み合わせによる消費者被害の抑止と救済』（現代消費者法、40、11-20、2018年）など

## 専門分野
- 人文・社会
- 民事法学、消費者法、契約法

## 受賞歴
- 第4回津谷裕貴・消費者法学術実践賞（学術賞）（2019年）[3]